# كوكو (تسلطانت)
كوكو هو دُوَّار يقع بجماعة تسلطانت، عمالة مراكش، جهة مراكش آسفي في المملكة المغربية. ينتمي الدوّار لمشيخة تسلطانت التي تضم 33 دوار. يقدر عدد سكانه بـ 2157 نسمة حسب الإحصاء الرسمي للسكان والسكنى لسنة 2004.
ترجع التسمية الى اليهودي كوكو

## روابط خارجية
- البوابة الوطنية للجماعات الترابية نسخة محفوظة 12 مارس 2018 على موقع واي باك مشين.
- المندوبية السامية للتخطيط